# Advanced Interactive eXecutive
Advanced Interactive eXecutive, ou simplesmente AIX, é uma versão da IBM para o sistema operacional Unix que é executado em computadores IBM de médio porte. É um sistema comercial de código fonte fechado e se baseia no UNIX System V e é muito utilizado em grandes corporações. Antes do produto ser comercializado, o acrônimo AIX era uma abreviação de Advanced IBM UNIX ou, em português, Unix Avançado da IBM.
A escalabilidade da última versão do AIX 5L 5.3 suporta acima de 64 unidades de processamento central (CPU) e dois terabytes (TB) de memória de acesso aleatório (RAM). O sistema de arquivos JFS2, a princípio introduzido pela IBM como parte do AIX, suporta arquivos e partições de tamanho superior a 16 TB.

## Desenvolvimento
AIX V1, introduzido em 1986, foi baseado na versão 3 do Unix System V. A IBM posteriormente portou (transferiu) o AIX para a plataforma RS/6000 com o AIX/6000; desde 1989, AIX serviu como sistema operacional primário para o RS/6000. No desenvolvimento do AIX, a IBM e a Interactive Systems Corporation (contratada pela IBM) incorporou ao código fonte do AIX as versões 4.2 e 4.3 do Berkeley Software Distribution.
No caso judicial SCO vs. IBM de 2003, O Grupo SCO alegou que (entre outras infrações) a IBM se apropriou indevidamente da licença para o código fonte do UNIX System V Versão 4 para incorporá-los no AIX; A SCO consequentemente cancelou a licença da IBM para desenvolver o código para o AIX. A IBM se posicionou declarando que a sua licença era irrevogável, e continuou a vender e dar suporte aos produtos de acordo com o resultado da licitação.

## Arquiteturas suportadas
- AIX v1 suporta o IBM PS/2 é o padrão Micro Channel architecture (MCA) para PCs e IBM RT.
- AIX v2 suporta a série-6150 dos sistemas IBM RT.
- AIX v3 introduziu o suporte a arquitetura IBM POWER.
- AIX v4 introduziu o suporte a arquitetura PowerPC e o bus (encaixe placas extras na placa mãe) PCI.
- AIX v5 introduziu o suporte a arquitetura IA64 (embora a versão do AIX para Itanium nunca saiu da versão beta).
- AIX v5.1 introduziu a partição lógica para POWER4, e foi a última versão com suporte a Arquitetura de Micro Canal (MCA).
- AIX v5.2 introduziu o suporte ao JS20 PowerPC 970 baseado no blade para IBM BladeCenter.
- AIX v5.3 (13 de agosto de 2004) introduziu a Micro Particionamento para o POWER5.
- AIX v6.1 (9 de novembro de 2009) introduziu as partições de carga de trabalho (WPARs), cifragem de JFS2, snapshot de sistema de arquivos e requer CPUs Power4.
- AIX v7.1 (10 de setembro de 2010) permite 256 núcleos, permite AIX 5 em WPARs e exportar adaptadores de fibre channel para as WPARs.

### AIX para Mainframes IBM
Em 1988, A IBM anunciou AIX/370. AIX/370 foi a primeira tentativa da IBM para oferecer funcionalidade similar ao Unix para a sua linha de mainframe, especificamente os System/370. O AIX/370 foi liberado em 1990 com funcionalidade equivalente ao System V Versão 2 e o 4.3 BSD também como um melhoramento da IBM. Com a introdução da arquitetura ESA/390, OAIX/370 O AIX foi relançado como AIX/ESA em 1991 e implantado na plataforma System/390. Diferente do AIX da sua própria plataforma, AIX para mainframe nunca foi implantado como um sistema operacional principal, mas como um substituto para VM. AIX no mainframe teve pouco sucesso e as funcionalidades do UNIX acabam por ser implantadas no sistema operacional existente no mainframe, o MVS, que foi renomeado para MVS/ESA OpenEdition(edição aberta) em 1993.

### AIX no ambiente Apple
O sistema Apple Network Server baseado nos sistemas para PowerPC planejado pela Apple Computer com inúmeras características alta definição o padrão de hardware do ambiente Apple não possuía, incluindo área de swap para discos rígidos, redundância para fornecimento de energia, e capacidade de monitoramento externo. Estes sistemas foram adaptados para hardware existente no Macintosh para implantar o AIX como seu sistema operacional principal.
Embora no momento ele seja disponível apenas nos sistemas da gama do Unix com hardware baseado no PowerPC, O AIX foi disponibilizado para Servidores de rede e não foi portado para o hardware padrão do Macintosh. Mais recentemente os sistemas Unix da Apple usaram A/UX; mais tarde os sistemas de computador Apple usaram o Mac OS X, que é um Unix certificado e leva o logo da Open Group.

## Versões
- AIX 7.1, lançado em 10 de setembro de 2010[1]
  - Particionamento de carga de trabalho do AIX 5.2 para AIX 7
  - Suporte à exportação de adaptadores FC para WPARs
  - Suporte a disco da VIOS em uma WPAR
  - AIX atento a cluster
- AIX V6 6.1, lançado em 9 de novembro de 2007[2]
  - Particionamento de carga de trabalho(Workload Partitions) - WPARs) virtualização em nível de sistema operacional
  - Live Application Mobility
  - Live Partition Mobility
  - Segurança:
    - controle total de acesso baseado em papéis RBAC
    - AIX Security Expert - Ferramenta de aperto de segurança do sistema e da rede
    - Cifragem de sistema de arquivos JFS2
    - Adição de cifragem AES para NFS
    - Trusted AIX - AIX confiável
    - Trusted Execution - Execução confiável

  - Integrated Electronic Service Agent(tm) para automatizar aviso de erros
  - Manutenção no kernel concorrente
  - ProbeVue - Tracejamento dinâmico
  - Console do IBM Director para AIX
  - Snapshot integrado de sistemas de arquivos
  - Requer CPUs POWER4 ou mais novos
- AIX 5L 5.4, Previsto para Agosto de 2007, cancelado.
- AIX 5L 5.3, Agosto de 2004.
  - Suporte à Versão 4 do NFS.
  - Avanços em Accounting.
  - SCSI Virtual.
  - Ethernet Virtual.
  - suporte ao Simultaneous multithreading (SMT).
  - suporte à Micro-Particionamento .
  - suporte à POWER5.
  - suporte à quota do JFS2.
  - Suporte a sistema de arquivos JFS2.
- AIX 5L 5.2, Outubro de 2002.
  - Nível mínimo requerido para hardware do POWER5.
  - Suporte à MPIO discos com Fibre Channel
  - Software de inicialização iSCSI.
  - Suporte dinâmico ao LPAR.
- AIX 5L 5.1, Maio de 2001.
  - Nível mínimo requerido para o hardware da linha POWER4 com suporte à Arquitetura de Micro Canal.
  - Introdução ao 64-bit núcleo, instalado, mas não ativo por padrão.
  - JFS2.
  - Suporte estático ao LPAR.
  - A norma L para afinidade ao Linux.
  - Trusted Computing Base (TCB).
- AIX 4.3.3, Setembro de 1999.
  - Adicionado à função de backup on-line.
  - Gerenciamento de Workload ( WLM ).
- AIX 4.3.2, Outubro de 1998.
- AIX 4.3.1, Abril de 1998.
- AIX 4.3, Outubro de 1997.
  - Suporte para arquitetura 64-bit.
- AIX 4.2.1, Abril de 1997.
  - Suporte à Versão 3 do NFS.
- AIX 4.2, Maio de 1996.
- AIX 4.1.5, Agosto de 1996.
- AIX 4.1.4, Outubro de 1995.
- AIX 4.1.3, Julho de 1995.
  - Ambiente CDE 1.0 tornou o ambiente padrão em formato GUI, substituindo Motif no X Window Manager.
- AIX 4.1.1, Outubro de 1994.
- AIX 4.1, Agosto de 1994.
- AIX v4, 1994.
- AIX v3.2 1992.
- AIX v3.1.
  - Introdução ao sistema de arquivo Journaled (JFS).
- AIX v3, Fevereiro de 1990.
  - Licença de Desenvolvedor liberada apenas para o OSF; a LVM foi incorporada no OSF/1.
  - foi introduzido o SMIT.
- AIX v2.0.
  - a última versão foi a 2.2.1.
- AIX v1, 1986.
  - última versão da 1.3.

## Interfaces

### Gráficas
O Common Desktop Environment (CDE) é o padrão GUI (graphical user interface) do AIX. Como parte da política de afinidades com o Linux, a caixa de ferramentas (Toolbox) do AIX foi também disponibilizada para aplicações Linux (ATLA), um KDE com fonte aberta e com desktop GNOME disponível.

### Console de gerenciamento do Sistema
SMIT é uma espécie de caixa de ferramentas para a interface e gerenciamento do sistema AIX. Ela permite a um usuário navegar por um menu hierárquico de comandos, com complexos comandos de linha chamados por uma palavra chave. É executada digitando o comando smit. Administradores de sistema experientes fazem uso do acelerador F6 gerando o comando de linha do SMIT a ser executado. O SMIT também gera um log (lista) dos comandos que foram executados (smit.log), que podem ser condensados em um script para automatizar uma série tarefas rotineiras em um ambiente de inúmeros equipamentos (smit.script).
smit e smitty referem-se ao mesmo programa, embora smitty apresente a versão em formato de texto (ASCII), enquanto smit apresenta uma interface para o X Window se for possível; entretanto, se smit determina que X Window não esta residente na memória, ele automaticamente apresentara a versão em texto já citada. Para se verificar se o X Window está residente utilize o comando DISPLAY.

## História

### A Versão 1 do AIX
A versão 1 do AIX foi desenvolvida pela IBM em conjunto com a INTERACTIVE Systems Corporation, e foi baseado em parte no PC/IX, um sistema operacional para sistemas Interativos que são executados no IBM/PC e outros sistemas compatíveis. A Instalação da mídia consiste de oito 1.2M floppy disks.

### A versão 2 do AIX
A versão 2 do AIX era portada para o PC/IX das estações de trabalho do Unix para equipamentos IBM/RT. Diferente do IBM/PC, os sistemas IBM/XT e IBM/AT, que foram baseados no chips do Intel 8086 e 80286, respectivamente, o RT foi baseado no chip ROMP, o primeiro chip comercial da RISC, baseado no desenho, o IBM 801, pioneiro das pesquisas da IBM. I/O vinha com oito slots ISA bus. A configuração normal do RT tinha 4 MB de memória, indo até no Máximo de 16 MB, e com um disco rígido de 20 MB, atualizável para 300 MB ou mais se usado um cabo SCSI externo. Também vinha com um mouse e um monitor com definição de 1280x1024 pixel e placa de som com 8-bit de escala e uma placa de rede token-ring de 4 MB/s, ou uma placa de rede ethernet de 10 Mbit/s 10Base2 com saída para cabo coaxial.
A performance do RT, em comparação com outras estações de trabalho contemporâneas do ambiente Unix, não era proeminente. Em particular, a performance do floating point era muito pobre, e teve uma meia vida pequena com a descoberta de um bug na rotina do cálculo da raiz quadrada no floating point. As vendas caíram também por causa da estrutura de comissões oferecida pela IBM para os seus vendedores (extremamente pobre): ele usou a mesma estratégia de venda dos computadores da classe PC. Com um preço padrão de US$20,000, que era muito mais alto do que os PCs da época, isto fez a venda ficar muito difícil. Com resultado das baixas comissões a maioria dos vendedores ficou desmotivada em oferecer o produto. Aproximadamente 23,000 RTs foram vendidos durante a produção do equipamento, sendo 4,000 indo para o desenvolvimento interno da IBM e para o departamento de vendas.
Uma dos aspectos dessa novela do RT foi o uso de um micronúcleo. O teclado, mouse, monitor, drive de disquete e placa de rede eram controlados pelo micronúcleo, que permitia que vários sistemas operacionais fossem carregados e executados ao mesmo tempo. Podendo-se alternar entre os sistemas operacionais através uma combinação das "hotkey" (teclas especiais) Alt-Tab. Mas apenas um S.O. poderia gerenciar o teclado, mouse e monitor de cada vez. Por outro lado o AIXv2, o PICK OS foi criado neste micronúcleo. O PICK unificava o sistema operacional e o banco de dados, e executava várias aplicações de contabilidade. Ficando muito popular nos departamento de vendas, e de contabilidade tendo sido vendidos 4,000 unidades para estes departamentos.
Muito do núcleo do AIXv2 foi escrito na linguagem de programação PL/I, que trouxe problemas na migração para o AIXv3. AIXv2 incluía suporte a redes TCP/IP, além da arquitetura SNA, e dois sistemas de arquivos para a rede: O NFS, licenciado pela Sun Microsystems, e o Distributed Services ou DS. DS teve como diferenciação ser desenvolvido no SNA, e, portanto compatível com DS na IBM midrange AS/400 e para os sistemas de mainframe. Pois a graphical user interfaces (GUI), do AIXv2 vinha com o X10R3 e mais tarde as versões X10R4 e X11 do X Window System para MIT, junto com o Athena widget set. Sendo disponibilizadas compilações em Fortran e de C. Um dos mais populares aplicações para desktop foi o PageMaker software para editoração de livros.

### A versão 3 do AIX
O anúncio da comercialização da versão 3 do AIX coincidiu com a saída dos primeiros modelos do RS/6000. O RS/6000 além de superar o desempenho de todas as outras máquinas, tinha uma vantagem em relação aos competidos em um fator de 10 quanto ao desempenho em cálculos com ponto flutuante.
O AIXv3 inovou de várias formas o software. Foi o primeiro sistema operacional a introduzir a ideia de um journalling file system, JFS, que permitiu a inicialização rápida evitando a necessidade do fsck de disco rígido para reiniciar o sistema. Outra inovação foi a introdução de bibliotecas compartilhadas, que evitou a necessidade de uma aplicação com ligação estática para as bibliotecas usadas. Os resultados foram códigos binários que usavam menos memória RAM para serem executados, e usavam menos espaço em disco para serem instalados. Por outro lado também melhoraram a performance, isto foi o destaque para os programadores: programas poderiam ser executados em 10 Kbytes em vez de serem executados em um megabyte com as ligações estáticas à biblioteca C.
Outros sub-sistemas disponíveis incluem:
- IrisGL, uma biblioteca de renderização 3D, foi o progenitor do OpenGL. O IrisGL foi licenciado pela IBM da SGI, até então uma pequena empresa que vendeu um milhar de máquinas até esta data. O SGI também produziu uma placa gráfica de baixa resolução para o RS/6000, capaz de desenhar 20000 triângulos Gouraud por segundo. A placa de vídeo de alta definição foi projetada pela IBM, um melhoramento para a plataforma mainframe IBM 5080, capaz de renderizar 990K vetores por segundo.
- PHIGS, rotina API de renderização 3D, popular em aplicações de desenho automotivo CAD/CAM, e no núcleo do CATIA.
- Suporte total a versão 11 do sistema X Window, junto com o Motif como uma coleção de widget recomendados para o gerenciamento de janelas.
- Sistema de arquivos para a rede: NFS do Sun; AFS, o Andrew File System; e DFS, o Distributed File System.
- NCS, o Network Computing System, licenciado pela Apollo Computer (mais tarde comprado pela HP)
- O NeXT sistema GUI. Foi usado como plano B, no caso de que a combinação X11/Motif/IrisGL falhasse nas vendas. De toda forma, o NeXT era uma tecnologia superior, e tinha características mais interessantes do que X11/Motif. Entretanto, era um sistema proprietário: não foi licenciada para qualquer outra empresa do sistema Unix. Isto, contrapondo que o sistema X11/Motif era aberto e tinha um bom suporte para o 3D, determinaram o seu fracasso no mercado.